# Пазюн, Мария Васильевна
Мари́я Васи́льевна Пазю́н (в девичестве — Васи́льева, 17 июля 1953, Дзюньков, Погребищенский район, Винницкая область, Украинская ССР, СССР) — советская гребчиха, серебряный призёр Олимпийских игр. Заслуженный мастер спорта СССР (1978).

## Карьера
На Олимпиаде в Москве Мария в составе восьмёрки выиграла серебряную медаль.
Трёхкратная чемпионка мира.